# 莫尼·卡普坦
莫尼·拉爾夫·卡普坦（英語：Monie Ralph Captan，1962年5月28日—）是賴比瑞亞前外交部長，任期1996年至2003年，主要任職於總統查爾斯·泰勒所統領的政府部門。卡普坦的母親是賴比瑞亞人，父親則為黎巴嫩裔。在擔任外交部長以前，他是賴比瑞亞的當地商人，經營獨立報業，也在賴比瑞亞大學授課。賴比瑞亞內戰爆發後，他的媒體傾向支持查爾斯·泰勒與泰勒所屬的賴比瑞亞全國愛國陣線（NPFL），發表有利於泰勒陣營的評論。泰勒獲得勝選後，卡普坦便被任為外交部長。他是少數非泰勒陣營黨員，卻被委派高位的賴比瑞亞菁英。內戰期間，他所居住的蒙羅維亞，也不曾被全國愛國陣線控制。他現為賴比瑞亞Comium通信公司的執行主席。2010年3月16日，卡普坦以超過70%票數高票當選賴比瑞亞商會主席。